# De Klisjeemannetjes

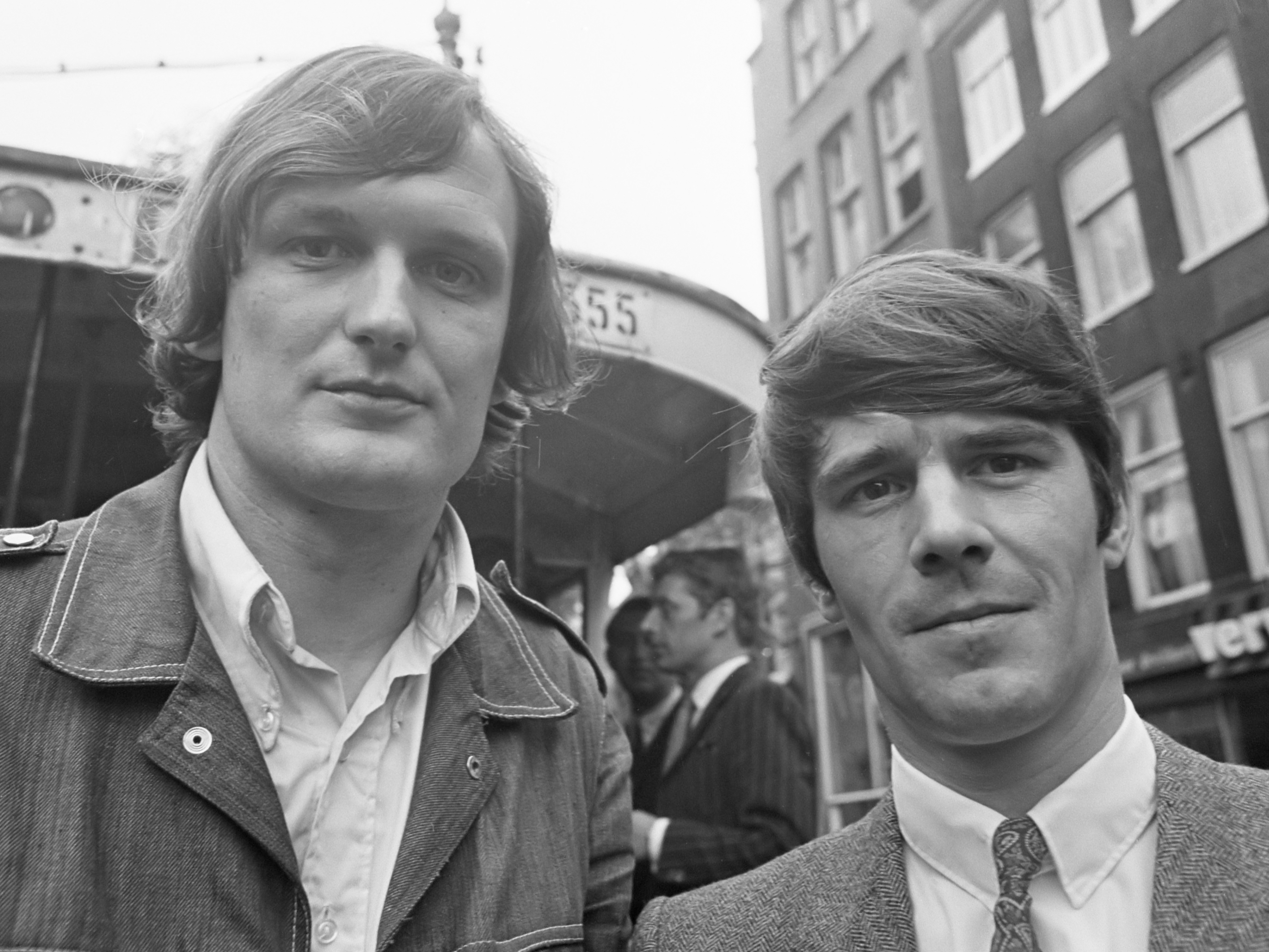
Klisjeemannetjes Wim de Bie en Kees van Kooten brachten een nieuwe lp uit (5 juni 1968)

De Clicheemannetjes, later vaker geschreven als De Klisjeemannetjes, waren twee naamloze typetjes van Kees van Kooten en Wim de Bie. De Klisjeemannetjes voerden altijd samen een gesprek aan het biljart van Café De Sport in de Kazernestraat in Den Haag. Dat gesprek kon over van alles gaan, en ze gebruikten er veel clichés in (vandaar hun naam), maar de clichés waren vaak op allerlei vreemde manieren verwrongen. De Klisjeemannetjes spraken in het plat-Haags, dat mede hierdoor een komisch tintje heeft gekregen.

## Ontstaan
Vanaf 1963 deed Wim de Bie de redactie van het radioprogramma Uitlaat. Hierbij trok hij diverse oude schoolvrienden aan, met wie hij in het school-cabaret gezeten had. Ook Kees van Kooten werd door hem voor het programma gevraagd, en ze besloten samen een komische uitsmijter voor het programma te bedenken. Vanaf 1964 hadden ze met de Klisjeemannetjes zo'n wekelijkse bijdrage. De sketches werden zeer populair, en in 1965 debuteerden de Klisjeemannetjes  op de televisie in het programma Mies-en-scène van Mies Bouwman. Vanaf 1967 waren ze ook te zien in het programma Fenklup, een muziek-programma van Ralph Inbar en Sonja Barend.
Verder brachten de Klisjeemannetjes diverse singles en albums uit. In 1966 verscheen de elpee De Clicheemannetjes; tien gesprekken aan het biljart, en de single Wat is mijn bal nou?, waarop de Klisjeemannetjes twee liedjes zongen.
Begin 1968 verscheen de reclamesingle 2 glazen zekerheid, een uitgave van de toenmalige verzekeringsmaatschappij Nillmij, als geschenk voor assurantietussenpersonen, met op beide kanten een satirisch gesprek aan het biljart door de Clichémannetjes over verzekeringen en de fictieve assurantietussenpersoon "meneer Heideheuvel".
In 1969 werd Uitlaat opgeheven en wilden Van Kooten en De Bie ook wel weer eens iets meer doen dan enkel de Klisjeemannetjes. Op de elpee De wereld van de Klisjeemannetjes voerden ze  een lang gesprek met fraaie taalvondsten en op de B-zijde een aantal persiflages. Ook verscheen in 1969 een flexidisc met dialogen van de Klisjeemannetjes. Dit was een plaatje in opdracht van SIRE, door Van Kooten & De Bie de Stichting Ideejeejale Reclame genoemd. Het plaatje eindigde met een speciaal SIRE-lied met het refrein 'SIRE, oh SIRE, gij zèèt ideejeejaal'. Opmerkelijk aan dit plaatje is dat het Klisjeemannetje dat door Wim de Bie gespeeld wordt, zijn naam noemt. Hij blijkt Karel te heten.  
In 1970 verscheen het boek Lachen is gezond waarin ook een aantal van hun dialogen werd uitgeschreven.  
De beroemdste sketch van de Klisjeemannetjes verscheen jaren later, in 1977. De sketch gaat over seks, en de Klisjeemannetjes gebruikten er het ene vreemde synoniem na het andere voor, waarvan sommige nog steeds gebruikt worden ("van Wippestein", "bonken" "Ik spoot hem van ze brommerd" etc.). De sketch verscheen  onder simpelweg de naam De Klisjeemannetjes op de elpee Hengstenbal. Daarna werd lange tijd niets meer van de Klisjeemannetjes gehoord, totdat er in 2005 vernieuwde CD-versies van hun elpees en de single Wat is mijn bal nou? werden uitgebracht.